# عداوة ديمون وكيميل

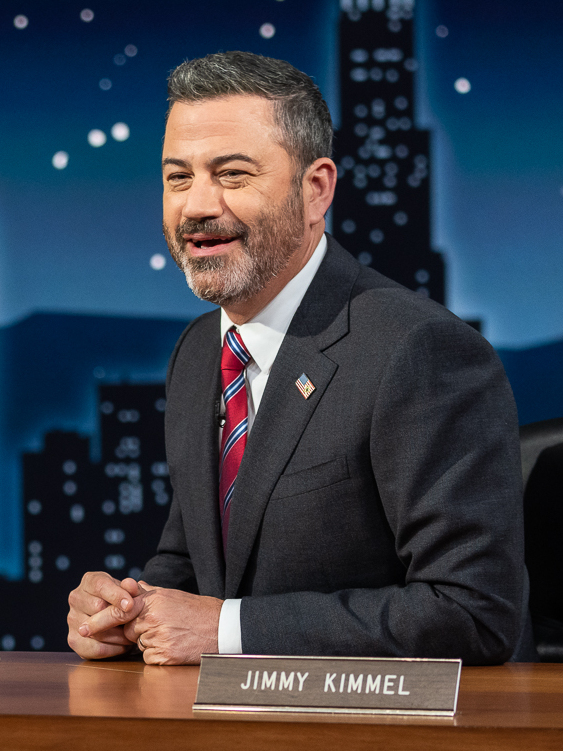
كيميل في 2022.

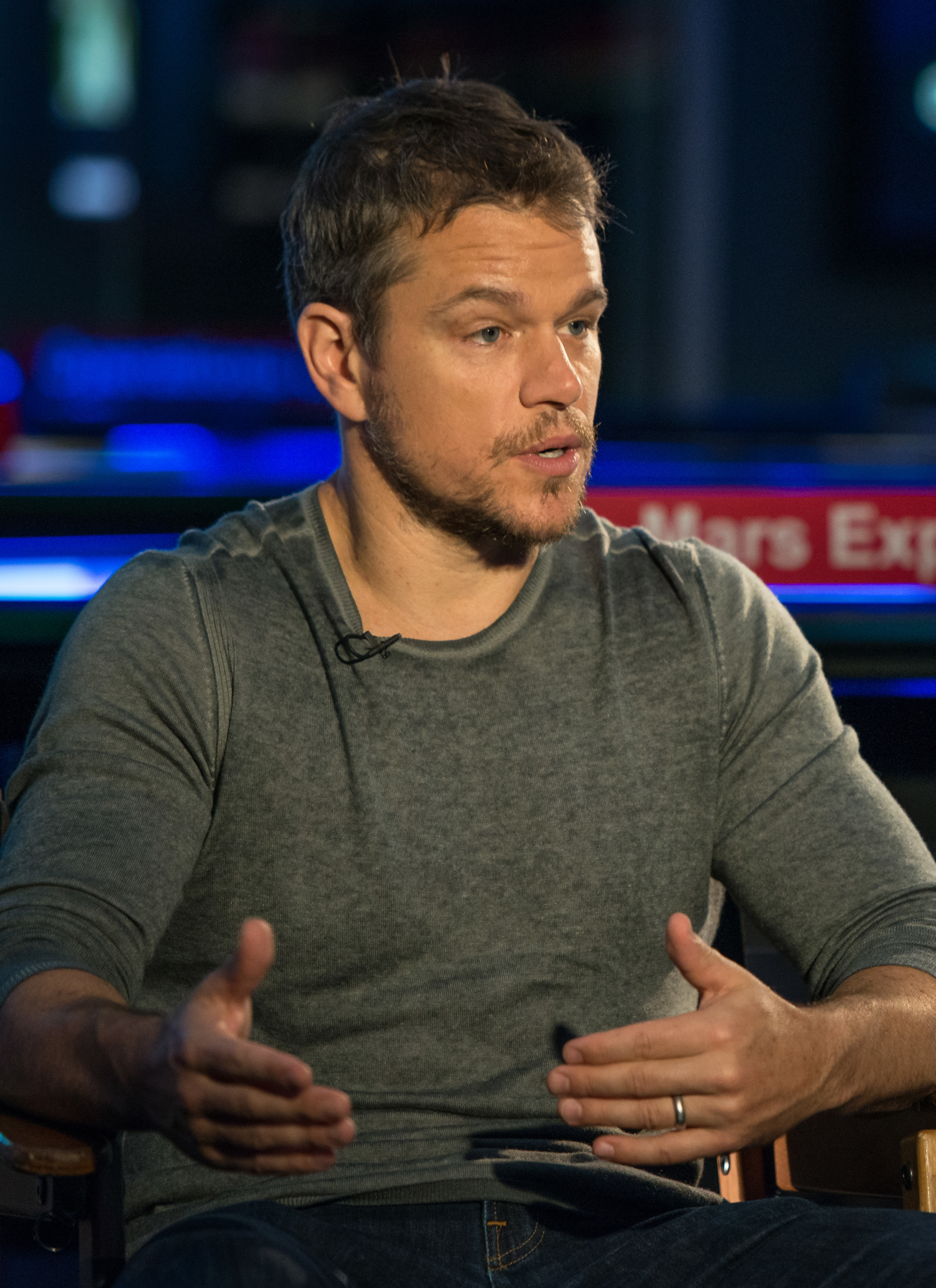
ديمون في 2015.

العداوة بين ديمون وكيميل هي عداوة عامة ساخرة بين الممثل مات ديمون ومقدم البرامج التلفزيونية جيمي كيميل. حظيت العداوة بتغطية وطنية منذ عام 2005 عندما أنهى كيميل حلقة الموسم الثالث من برنامجه جيمي كيميل لايف! بقوله مازحا: "اعتذاري لمات ديمون لكن الوقت نفد منا" عندما لم يكن من المقرر أن يظهر دامون في البرنامج على الإطلاق. في السنوات التي تلت ذلك تعامل دامون وكيميل مع العداوة على أنها مزحة متكررة وغالبا ما يستعينان بمساعدة المشاهير الآخرين لمزاح بعضهم البعض علنا وكثيرا ما يحدث ذلك في برنامج كيميل.

## التسلسل الزمني
في عام 2005 أنهى كيميل الذي لم يقابل ديمون في هذه المرحلة عرضه في 14 ديسمبر بقوله "اعتذاري لمات ديمون لكن الوقت نفد منا". أوضح كيميل لاحقا "لقد كان عرضنا سيئا... كان الضيوف سيئين وكنت أشعر بالسوء تجاه نفسي في نهاية البرنامج. وقررت أن أقول من أجل تسلية أحد منتجينا الذي كان يقف بجانبي... كان مات ديمون هو الاسم الأول الذي طرأ على ذهني. كنت أحاول التفكير في نجم من الدرجة الأولى وشخص لن نصطدم به على الإطلاق إذا كان في العرض". بعد أن رأى كيميل تسلية منتجيه واصل اتجاه إنهاء عرضه بنفس التعليق.
في عام 2006 لعب الاثنان دورا أكبر في المزاح عندما ظهر ديمون لأول مرة كضيف على كيميل من خلال تقديم كيميل لدامون فقط لقطعه بسرعة وإنهاء العرض. نتيجة لذلك بدأ ديمون في سب المضيف وغادر المسرح مع اعتقاد العديد من المعجبين أن التفاعل حقيقي.
في عام 2007 بعد أن طُلب من ديمون العودة إلى العرض طلب بدلا من ذلك من الممثلة الكوميدية (وصديقة كيميل آنذاك) سارة سيلفرمان أن تحل محله وجعل كيميل تلعب فيديو موسيقيا من بطولتها هي وديمون حيث يمزح الاثنان حول كونهما في علاقة جنسية مما "يكشف" فعليا عن خيانة سيلفرمان لكيميل مع ديمون. فاز الجزء بعنوان "أنا أمارس الجنس مع مات ديمون" بجائزة إيمي للفنون الإبداعية لأفضل موسيقى أصلية وكلمات.
تطورت العداوة أكثر في عام 2013 عندما لدهشة الكثيرين كان دامون مضيفا لحلقة من برنامج كيميل حيث ظهر كيميل نفسه في الخلفية ملتصقا بكرسيه بشريط لاصق وربطة عنقه تعمل كمزحة.
في فبراير 2014، ظهر طاقم عمل رجال الآثار في العرض. بدأت النكات بالسخرية في المونولوج وتبع ذلك عدم وجود مقاعد لديمون. في النهاية تم إحضار كرسي صغير وتم إقناع زملاء ديمون بإضافة السخرية.
عاد ديمون إلى الظهور على كيميل في عام 2015 حيث قام هو وكيميل بعرض رسم تخطيطي حضرا فيه استشارة الأزواج في محاولة ساخرة "لحل مشاكلهما". لم تنته هذه الحلقة باعتذار كيميل الروتيني لديمون.
في عام 2016 قام ديمون بأول محاولة ناجحة له "للتسلل" إلى مجموعة كيميل عندما جلس كيميل لمقابلة صديق طفولة دامون وزميله القديم بن أفليك. صعد أفليك على المسرح مرتديا معطفا طويلا وضخما وعندما أصر كيميل على أن يخلع أفليك السترة تم الكشف عن أن ديمون كان بالداخل. عندما استضاف كيميل حفل توزيع جوائز إيمي الـ 68 في ذلك العام ظهر ديمون على خشبة المسرح للسخرية من كيميل لعدم فوزه بجائزة إيمي لأفضل سلسلة حوارية.
في حلقة عام 2016 من برنامج الليلة بطولة جيمي فالون بعد أن أثار فالون الخلاف مازح ديمون أن فالون دعاه بطريقة سريعة.
في حلقة كيميل التي أعقبت سوبر بول 5 في عام 2017 "تسلل" ديمون مرة أخرى إلى مجموعة العرض هذه المرة متنكرا في هيئة لاعب نيو إنجلاند باتريوتس توم برادي. على الرغم من محاولته البقاء في الشخصية تم تأكيد هوية ديمون عندما خلع كيميل خوذة كرة القدم الخاصة به.
خلال مقابلة عام 2017 مع برنامج صباح الخير يا أمريكا صرح كيميل الذي كان من المقرر أن يستضيف حفل توزيع جوائز الأوسكار في ذلك العام أنه يأمل ألا يحصل ديمون على جائزة أفضل فيلم والتي تم ترشيح فيلم مانشستر باي ذا سي الذي أنتجه ديمون. في الحفل قدم أفليك وديمون جائزة أفضل سيناريو أصلي على الرغم من أن كيميل قدم ديمون كضيف لأفليك وحاول إبعاد المقدمين عن المسرح من خلال قيادة الأوركسترا.
في وقت لاحق من ذلك العام ظهر ديمون مرة أخرى على برنامج كيميل دون موعد محدد من خلال "اختراق" عرض كيميل ومقاطعة مقابلة مع كريس هيمسورث. بعد تداول الميمات التي تشير إلى أن ديمون "يحل محل" أفليك مع هيمسورث استغل أفليك العداوة الطويلة الأمد من خلال التغريد: "مرحبا [هيمسوورث] يمكنك الحصول على [ديمون]! أنا من فريق [كيميل] على أي حال".
في حلقة من برنامج كيميل عام 2019 استعان كيميل بمساعدة برادي الحقيقي لرمي كرة قدم عبر نافذة منزل ديمون. خرج ديمون غاضبا وسأل كيميل الذي تظاهر بالجهل بحقيقة أن المنزل ملك لديمون.
في نفس العام بعد افتتاح نادي كيميل الكوميدي في لاس فيغاس أشار المذيع إلى العداوة الطويلة الأمد في مقابلة قائلا "أود أن أرى [ديمون] يقوم بالكوميديا الارتجالية. أعتقد أنه سيكون كابوسا بالنسبة له ولكل من شارك فيه لكنه لن يفعل ذلك في ناديي لأن لدينا أمرا تقييديا ضده. شرطة مترو لاس فيغاس في حالة تأهب للتأكد من أنه لن يدخل هنا أبدا".
عندما قام كيميل وجيمي فالون بتبديل برامجهما الخاصة (جيمي كيميل لايف وبرنامج الليلة بطولة جيمي فالون) ليوم كذبة أبريل 2022 قام جاستن تيمبرليك (ضيف منتظم في الأخير) بتصوير ديمون.
في عام 2023 صرح كيميل الذي كان من المقرر أن يستضيف حفل توزيع جوائز الأوسكار في ذلك العام مرة أخرى "أنا سعيد لأن [ديمون] لن يظهر. آمل ألا يتم ترشيحه مرة أخرى". ثم في إشارة إلى خطأ إعلان أفضل فيلم في حفل توزيع جوائز الأوسكار لعام 2017 قال كيميل "أعتقد أن وجود [ديمون] تسبب بطريقة ما في خلط المغلف".
على السجادة الحمراء في العرض الأول لفيلم قفزة إلى العظمة لعام 2023 والذي قام فيه ديمون ببطولته سُئل ديمون عما إذا كان سيصلح الأمور مع كيميل فأجاب "لا، لا. إنه أحمق. لماذا أفعل ذلك؟ إنه إنسان فظيع. إنه رجل سيئ بشكل واضح". في نفس المساء عندما ظهر كيميل على السجادة صاح به ديمون: "مرحبا! أود التقاط صورة معك لكن نفد الوقت لدينا!" في إشارة إلى اعتذار كيميل الشهير لديمون. رد كيميل قائلا لإنترتينمنت ويكلي "كما تعلم لا أعرف من كان ذلك لكن نعم سمعته. كان صاخبا".
أثناء الترويج لفيلم قفزة إلى العظمة في عام 2023 ظهر أفليك مخرج الفيلم على برنامج كيميل حيث حاول توحيد المشاهير من خلال إجراء مكالمة فيس تايم مع ديمون. وافق كيميل على طرح سؤال على ديمون حول دوره في فيلم قفزة إلى العظمة ولكن عندما بدأ ديمون في الرد تظاهر المضيف بصعوبات فنية في المكالمة وجمد الشاشة مرارا وتكرارا على مناظر غير جذابة لوجه ديمون.
في عرض ترويجي لحفل توزيع جوائز الأوسكار السادس والتسعين الذي تم بثه في عام 2024 والذي سيقدمه كيميل رد على ظهور شخصية ديمون من أوبنهايمر من خلال وصف دامون بأنه "رجل فقير، بشع للغاية، مثير للاشمئزاز، وقبيح". قرب نهاية بث ذلك العام وقبل ظهور الاعتمادات النهائية ظهر الكلب ميسي الذي ظهر في فيلم تشريح سقطة المرشح لجائزة الأوسكار وهو يتبول على نجمة ديمون في ممشى المشاهير في هوليوود.

## الدعاية
منذ أن بدأ العداء في عام 2005 غطت العديد من منافذ أخبار المشاهير العداوة الزائفة بين الاثنين. وقد أدى هذا إلى ظهور العديد من المقالات التي تشرح العداء وتساءل بعض المعجبين عما إذا كانت المنافسة مشروعة. وعلى الرغم من ذلك فقد تراجع الثنائي في مناسبات معينة عن هذا التصرف وكشفا عن نفسيهما كأصدقاء مما دفع الكثيرين إلى وصفهما بـ "الأصدقاء الأعداء". حضر الاثنان المباراة الخامسة من بطولة العالم لعام 2018 مع أفليك.
في عام 2023 في ضوء إضراب نقابة الكتاب الأميركية كشف كيميل أن ديمون وأفليك عرضا دفع رواتب موظفيه على الرغم من أن كيميل رفضهما لأنه شعر أن الأمر "ليس مسؤوليتهما".